# Gendarmeria ottomana
La Gendarmeria ottomana (in turco Jandarma), nota anche come zaptı, era un'organizzazione per la sicurezza e l'ordine pubblico dell'Impero ottomano nel XIX secolo. La prima organizzazione ufficiale di gendarmeria fu fondata nel 1869.

## Storia
Dopo l'abolizione del corpo dei giannizzeri dell'Impero ottomano nel 1826, furono istituite organizzazioni militari chiamate Asâkir-i Muntazâma-i Mansûre, Asâkir-i Muntazâma-i Hâssa e, nel 1834, Asâkir-i Redîfe per garantire i servizi di sicurezza e di ordine pubblico in Anatolia e in alcune province della Rumelia.
Poiché il termine "Gendarmeria" venne rilevato solo nei Decreti di Assegnazione pubblicati negli anni successivi alla dichiarazione del Tanzimat nel 1839, si presume che l'organizzazione della Gendarmeria sia stata fondata dopo quell'anno. La data esatta di fondazione tuttavia non è stata ancora determinata ma prendendo il 14 giugno del "14 giugno 1869", in cui fu istituita l'Asâkir-i Zaptiye Nizâmnâmesi, il 14 giugno 1839 fu accettato come data di fondazione della Gendarmeria turca.
Dopo la guerra russo-turca del 1877-1878, il primo ministro ottomano Mehmed Said Pascià decise di portare alcuni ufficiali dalla Gran Bretagna e dalla Francia per stabilire una moderna organizzazione delle forze dell'ordine. Dopo la Rivoluzione dei Giovani Turchi nel 1908, la Gendarmeria ottenne grandi successi, in particolare in Rumelia. Nel 1909, la Gendarmeria venne affiliata al Ministero della Guerra e il suo nome fu cambiato in Comando Generale della Gendarmeria (in turco ottomano Umûm Jandarma Kumandanlığı).
Le unità della gendarmeria sostennero i loro compiti di sicurezza interna e presero parte alla difesa nazionale su vari fronti come parte delle forze armate durante la prima guerra mondiale e la guerra d'indipendenza turca.